# Рождествено (Пригородное сельское поселение)
Рождествено — деревня в Пошехонском районе Ярославской области России. Входит в состав Пригородного сельского поселения.

## География
Деревня находится в северной части области, в подзоне южной тайги, на левом берегу реки Согожи, при автодороге 78К-0004, на расстоянии примерно 2 километров (по прямой) к юго-западу от города Пошехонье, административного центра района. Абсолютная высота — 107 метров над уровнем моря.

### Климат
Климат характеризуется как умеренно континентальный, с продолжительной холодной зимой и коротким умеренно тёплым летом. Среднегодовая температура воздуха — +2,9…+3,5 °C. Годовое количество атмосферных осадков — 500—750 мм, из которых большая часть выпадает в тёплый период. Преобладающее направление ветра юго-западное.

### Часовой пояс
Рождествено, как и вся Ярославская область, находится в часовой зоне МСК (московское время). Смещение применяемого времени относительно UTC составляет +3:00.

## Население
| 2007 | 2010 |
| ---- | ---- |
| 20   | ↗22  |

### Национальный состав
Согласно результатам переписи 2002 года, в национальной структуре населения русские составляли 100 % из 31 чел.

## Общественный транспорт
Рождествено обслуживается пригородным автобусным маршрутом № 106 Пошехонье — Кардинское, междугородними маршрутами №№ 505 Рыбинск — Пошехонье, 506 Ярославль — Пошехонье, 5390 Рыбинск — Череповец, 6794 Иваново — Череповец.